# Konopielka (film)
Konopielka – polska komedia filmowa z 1982 roku w reżyserii Witolda Leszczyńskiego na podstawie jego własnego scenariusza, adaptacja powieści Edwarda Redlińskiego pod tym samym tytułem. Aby uniknąć wrażenia wiejskiej sielanki, reżyser zdecydował się na czarno-białe zdjęcia.
Zdjęcia kręcono na terenie Mazowsza (ówczesne województwo łomżyńskie – wsie Bronowo i Niwkowo – oraz warszawskie – Famułki Królewskie).

## Fabuła
Akcja filmu rozgrywa się w PRL-u, w podlaskiej wsi Taplary, której mieszkańcy odseparowani od świata bagnem, toczą spokojne, zabobonne życie z dala od cywilizacji i zgiełku. Wyznacznikiem czasu jest przyroda i nikt z nich nie słyszał o dobrodziejstwach postępu jak radio. Któregoś dnia we wsi pojawiają się przedstawiciele z powiatu i nauczycielka, którzy chcą założyć elektryczność i otworzyć szkołę. Taplarczycy nie są jednak z tego zadowoleni.

## Obsada
- Krzysztof Majchrzak – Kaziuk Bartoszewicz
- Anna Seniuk – Handzia Bartoszewicz
- Joanna Sienkiewicz – nauczycielka Jola
- Tomasz Jarosiński – Ziutek, syn Kaziuka
- Jerzy Block – Józef, tatko Kaziuka
- Marek Siudym – Michał, brat Kaziuka
- Franciszek Pieczka – dziad / Pan Bóg w śnie Kaziuka
- Jan Paweł Kruk – Dunaj
- Tadeusz Wojtych – Domin
- Wojciech Zagórski – Szymon Kuśtyk
- Anna Milewska – Matka Boska w śnie Kaziuka
- Jan Jurewicz – Filip Pierdun
- Aleksander Fogiel – wójt
- Arkadiusz Bazak – delegat z powiatu
- Marek Kępiński – geodeta
- Jacek Kałucki – Zbyszek
- Zbigniew Kaczmarek – Kozak
- Sylwester Maciejewski – żołnierz w motorówce